# Чолпонский аильный округ
Чолпонский аильный округ (аймак) — административная единица в Кочкорском районе Нарынской области Кыргызстана.
Код COATE — 41704 235 842 00 0

## Население
По данным переписи 2022 года, в аильном округе проживало 9 140 человек.

## Известные уроженцы
- Касымбек Жунушов — старший чабан совхоза «Чолпон» Кочкорского района Нарынской области, Киргизская ССР. Герой Социалистического Труда (1986). Лауреат Государственной премии Киргизской ССР (1976). Депутат Верховного Совета Киргизской ССР.

## Административное деление
В состав Чолпонского аильного округа ныне входят населённые пункты:
- Чолпон
- Эпкин
- Ара-Кёль
- Осовиахим
- Туз
- Ак-Чий
- Оро-Башы
- Тармал-Саз
- Узун-Булак

## Примечание
1. ↑  Государственный классификатор система обозначений объектов административно-территориальных и территориальных единиц Кыргызской республики. Архивная копия от 18 марта 2018 на Wayback Machine — Бишкек: Национальный статистический комитет Кыргызской республики, 2017.
2. ↑  Численность населения областей, районов, городов,поселков городского типа, айылных аймаков и айылов (сел) Кыргызской Республики Архивная копия от 10 ноября 2021 на Wayback Machine (на 2022 год).